# قفل باب سوزومي
قفل باب سوزومي (باليابانية: すずめの戸締まり) هو فيلم أنمي ياباني من تأليف وإخراج ماكوتو شينكاي. وإنتاج ستوديو كوميكس ويف فيلمز. عرض الفيلم في اليابان في 11 نوفمبر 2022.

## القصة
تبدأ رحلة سوزومي البالغة من العمر 17 عامًا في بلدة هادئة في كيوشو عندما تصادف شابًا يقول لها ”أنا أبحث عن باب“. ما وجدته سوزومي هو باب واحد متجمد يقف منتصباً وسط الأنقاض كما لو كان محميًا من أي كارثة حدثت. تنبهر سوزومي بقوته وتقوم بمسك المقبض...
تبدأ الأبواب في الانفتاح واحدة تلو الأخرى في جميع أنحاء اليابان وتطلق العنان للدمار على أي شخص قريب. يجب على سوزومي إغلاق هذه البوابات لمنع المزيد من الكوارث.

## الشخصيات
- سوزومي إيواتو

طالبة في المدرسة الثانوية تبلغ من العمر 17 عامًا تعيش مع خالتها في بلدة هادئة في كيوشو. غالبًا ما تراودها أحلام غريبة حيث تجوب السهول العشبية بين الأنقاض الشاسعة على مد البصر.
- سوتا موناكاتا

شاب يسافر عبر اليابان بحثًا عن أبواب مفتوحة تسبب كارثة على محيطها. يتقابل مع سوزومي أثناء توجهه إلى أنقاض معينة تحتوي على باب.
- دايجين

قطة بيضاء غامضة تستطيع التحدث وتظهر فجأة أمام سوزومي. غالبًا ما يظهر أينما تفتح الأبواب ويزعج سوزومي.
- كرسي سوزومي

كرسي للصغار استخدمته سوزومي عندما كانت أصغر سناً. فقد إحدى أرجله بعد «حادثة» معينة. تبعث فيه الحياة ويتجول على أرجله الثلاثة.

## الجوائز والترشيحات
| قائمة الجوائز والترشيحات | قائمة الجوائز والترشيحات | قائمة الجوائز والترشيحات  | قائمة الجوائز والترشيحات | قائمة الجوائز والترشيحات | قائمة الجوائز والترشيحات |
| السنة                    | الجائزة                  | الفئة                     | المستلم                  | النتيجة                  | م.                       |
| ------------------------ | ------------------------ | ------------------------- | ------------------------ | ------------------------ | ------------------------ |
| 2024                     | جوائز الغولدن غلوب       | أفضل فيلم رسوم متحركة     | قفل باب سوزومي           | رُشِّح                      |                          |
| 2024                     | جوائز كرانشي رول للأنمي  | أفضل فيلم                 | قفل باب سوزومي           | فوز                      | [ 9 ]                    |
| 2024                     | جوائز كرانشي رول للأنمي  | أفضل أغنية أنمي           | قفل باب سوزومي           | رُشِّح                      | [ 9 ]                    |
| 2024                     | جوائز كرانشي رول للأنمي  | أفضل موسيقى تصويرية أصلية | قفل باب سوزومي           | رُشِّح                      | [ 9 ]                    |

## روابط خارجية
قفل باب سوزومي على موقع IMDb (الإنجليزية)
- قفل باب سوزومي على موقع ميتاكريتيك (الإنجليزية)
- قفل باب سوزومي على موقع روتن توميتوز (الإنجليزية)
- قفل باب سوزومي على موقع ألو سيني (الفرنسية)
- قفل باب سوزومي على موقع أول موفي (الإنجليزية)
- قفل باب سوزومي على موقع فيلمافينيتي (الإسبانية)
- قفل باب سوزومي على موقع قاعدة بيانات الأفلام السويدية (السويدية)
- قفل باب سوزومي على موقع قاعدة بيانات الفيلم (الإنجليزية)
- قفل باب سوزومي على موقع ليتربوكسد (الإنجليزية)
- قفل باب سوزومي على موقع كينوبويسك (الروسية)